# Kielmeyera lathrophyton
Kielmeyera lathrophyton är en tvåhjärtbladig växtart som beskrevs av N. Saddi. Kielmeyera lathrophyton ingår i släktet Kielmeyera och familjen Calophyllaceae. Inga underarter finns listade i Catalogue of Life.